# Élection législative de 2007 à Wallis-et-Futuna
Les élections législatives françaises de 2007 se déroulent les 10 et 17 juin 2007. Dans le collectivité de Wallis-et-Futuna, un député est à élire dans le cadre d'une circonscription.

## Élu
| Circonscription        | Député sortant | Parti | Parti | Député élu ou réélu | Parti | Parti |
| ---------------------- | -------------- | ----- | ----- | ------------------- | ----- | ----- |
| Circonscription unique | Victor Brial   |       | UMP   | Albert Likuvalu     |       | PRG   |

## Contexte
À Wallis-et-Futuna, l'année 2007 est marquée par trois échéances électorales :
- le renouvellement de l'Assemblée territoriale le 1er avril, qui a vu le renouvellement de la majorité sortante formée autour de l'UMP du député Victor Brial et de divers droite proches de l'UDF de Pesamino Taputai, les rapports de force se trouvant inchangés (toujours 12 élus pour la majorité contre 8 à l'opposition socialiste) ;
- l'élection présidentielle d'avril-mai qui a vu Nicolas Sarkozy arriver en tête au 1er tour (43,55 %) devant Ségolène Royal (39,46 %) et François Bayrou (11,2 %), avec un taux de participation de 64,55 %, tandis qu'au second tour le candidat UMP ne l'a emporté que d'une très courte tête avec seulement 26 voix d'avance sur sa rivale socialiste (3 866 contre 3 840, soit respectivement 50,17 % et 49,83 %) ;
- les élections législatives de juin. Marquée par une assez forte présence chiraquienne (Jacques Chirac avait obtenu dès le 1er tour en 2002 50,6 % des suffrages pour une participation alors déjà assez importante pour l'outre-mer de 64,44 %). Toutefois, la gauche bénéficie d'une bonne implantation mais, longtemps divisée, elle n'a jamais réussi à s'imposer. Les votes sont généralement assez serrés (comme le montre le résultat de la présidentielle, mais aussi celle des législatives de 2002 où l'actuel député UMP avait alors été réélu avec seulement 58 voix d'avance et 50,39 % des suffrages exprimés face aux 49,61 % de son adversaire divers gauche de l'époque Penisio Tialetagi) et, bien que la majorité sortante UMP-divers droite ait été reconduite lors des élections territoriales du 1er avril, elle part divisée pour les législatives avec 3 candidats alors que l'opposition de gauche s'est, elle, rassemblée autour de la toute récente fédération locale du Parti socialiste.

La collectivité ne dispose que d'un seul siège de député à l'Assemblée nationale, détenu durant la XIIe législature par l'UMP Victor Brial.

## Candidats
Les candidats qui ont déposé leur candidature sont, dans l'ordre, les cinq suivants :
- Albert Likuvalu - Parti radical de gauche, ancien leader du parti Alliance d'opposition à l'UMP locale de Victor Brial et qui s'est depuis fondu dans la toute nouvelle antenne locale du PRG, conseiller territorial élu dans le district de Hihifo sur Wallis, fut président de l'Assemblée territoriale du 22 février au 24 novembre 2005, bénéficiant alors d'une brève alliance entre la gauche locale et les centristes divers droite, avait déjà été candidat socialiste en 2002 mais n'avait alors obtenu que 928 voix, soit à peine plus de 13 % des suffrages, au 1er tour, arrivant ainsi en 3e position derrière les 40,5 % de Victor Brial et les 37,7 % du candidat divers gauche Penisio Tialetagi, il est cette fois-ci le seul candidat de la gauche locale ;
- Victor Brial - Union pour un mouvement populaire, sortant, vice-président de l'Assemblée territoriale, conseiller territorial dans le district de Sigave sur Futuna ;
- Atonio Ilalio - se déclarant de l'UDF-MoDem - Union locale démocrate (ULD), petit parti local, ancien directeur de la Sécurité civile au Haut-commissariat de la République en Nouvelle-Calédonie ;
- Pesamino Taputai - UDF - Modem, officiellement investi par le MoDem, président de l'Assemblée territoriale depuis les élections du 1er avril 2007, élu conseiller territorial dans le district de Hahake sur Wallis ;
- Erménégilde Simete - sans étiquette - dissident UMP, président de la commission permanente de l'Assemblée territoriale depuis les élections du 1er avril 2007, ancien président de cette assemblée du 24 novembre 2005 au 1er avril 2007, conseiller territorial élu dans le district de Mu'a sur Wallis.

## Résultats

### Analyse
La mort de Tomasi Kulimoetoke II, roi de Wallis, début mai, semble avoir fait passer les législatives au second plan (le taux d'abstention du premier tour, de 29,67 %, reste cependant bien en deçà du taux national de 39,56 %). Au second tour, la surprise a été l'élection de  Albert Likuvalu, PRG face au sortant Victor Brial, UMP.

### Résultats à l'échelle de la collectivité
| Parti                                                | Parti                             | Premier tour | Premier tour | Second tour | Second tour | Sièges |
| Parti                                                | Parti                             | Voix         | %            | Voix        | %           | Sièges |
| ---------------------------------------------------- | --------------------------------- | ------------ | ------------ | ----------- | ----------- | ------ |
|                                                      | Union pour un mouvement populaire | 2 625        | 33,72        | 3 865       | 48,21       | 0      |
|                                                      | Divers droite                     | 1 101        | 14,14        |             |             | 0      |
|                                                      | Nouveau centre                    | 661          | 8,49         | 0           |             |        |
|                                                      | Majorité présidentielle           | 4 387        | 56,36        | 3 865       | 48,21       | 0      |
|                                                      |                                   |              |              |             |             |        |
|                                                      | Parti radical de gauche           | 2 424        | 31,14        | 4 152       | 51,79       | 1      |
|                                                      | Gauche parlementaire              | 2 424        | 31,14        | 4 152       | 51,79       | 1      |
|                                                      |                                   |              |              |             |             |        |
|                                                      | UDF–Mouvement démocrate           | 973          | 12,50        |             |             | 0      |
|                                                      |                                   |              |              |             |             |        |
| Inscrits                                             | Inscrits                          | 11 160       | 100,00       | 11 157      | 100,00      | 1      |
| Abstentions                                          | Abstentions                       | 3 311        | 29,67        | 3 068       | 27,5        |        |
| Votants                                              | Votants                           | 7 849        | 70,33        | 8 089       | 72,5        |        |
| Blancs et nuls                                       | Blancs et nuls                    | 65           | 0,83         | 72          | 0,89        |        |
| Exprimés                                             | Exprimés                          | 7 784        | 99,17        | 8 017       | 99,11       |        |
| Source : Ministère de l'Intérieur - Wallis-et-Futuna |                                   |              |              |             |             |        |

### Résultats par circonscription
| Candidat                          | Candidat             | Parti          | Premier tour | Premier tour | Second tour | Second tour |  |
| Candidat                          | Candidat             | Parti          | Voix         | %            | Voix        | %           |  |
| --------------------------------- | -------------------- | -------------- | ------------ | ------------ | ----------- | ----------- |  |
|                                   | Victor Brial sortant | UMP            | 2 625        | 33,72        | 3 865       | 48,21       |  |
|                                   | Albert Likuvalu élu  | PRG            | 2 424        | 31,14        | 4 152       | 51,79       |  |
|                                   | Erménégilde Simete   | Divers droite  | 1 101        | 14,14        |             |             |  |
|                                   | Atonio Ilalio        | UDF–MoDem      | 973          | 12,50        |             |             |  |
|                                   | Pesamino Taputai     | NC             | 661          | 8,49         |             |             |  |
|                                   |                      |                |              |              |             |             |  |
| Inscrits                          | Inscrits             | Inscrits       | 11 160       | 100,00       | 11 157      | 100,00      |  |
| Abstentions                       | Abstentions          | Abstentions    | 3 311        | 29,67        | 3 068       | 27,5        |  |
| Votants                           | Votants              | Votants        | 7 849        | 70,33        | 8 089       | 72,5        |  |
| Blancs et nuls                    | Blancs et nuls       | Blancs et nuls | 65           | 0,83         | 72          | 0,89        |  |
| Exprimés                          | Exprimés             | Exprimés       | 7 784        | 99,17        | 8 017       | 99,11       |  |
| Source : Ministère de l'Intérieur |                      |                |              |              |             |             |  |